# Renia
Renia é um gênero de traça pertencente à família Arctiidae.